# Interested Parties Information
Il codice IPI (Interested party information) è un identificativo univoco internazionale attribuito a ciascun soggetto interessato nella gestione di diritti d'autore su opere d'ingegno (compositori, autori, cantautori, ecc.). L'authority che si occupa della gestione è la Confederazione Internazionale degli Autori e Compositori (CISAC), associazione senza scopo di lucro fondata nel 1928 a Parigi. Opera in 120 paesi con più di tre milioni di nominativi archiviati.
Il codice IPI permette di identificare in modo univoco ciascun soggetto coinvolto nella creazione di un'opera musicale e facilitare quindi il controllo di autorità. È utilizzato in più di 120 paesi nel mondo.
Nell ottobre 2001, l'archivio IPI ha ingolbato e preso il posto della precedente lista CAE.
Il codice IPI è strettamente connesso con il codice ISWC dell'opera relativa. Per esempio, sul brano musicale dal titolo Ernie, con codice ISWC T-010.171.314-7, esiste una sola "parte interessata", Benny Hill, il cui codice IPI è 00014107338. Il codice IPI può quindi essere utilizzato per usare tutte le opere a esso correlate.
In correlazione con ISWC, ciascuna parte interessata ha almeno un ruolo:
- A autore (del testo)
- C compositore
- CA compositore/autore
- AR arrangiatore
- E editore
- AM amministratore
- SE sub-publisher